# Chinatown (Manhattan)

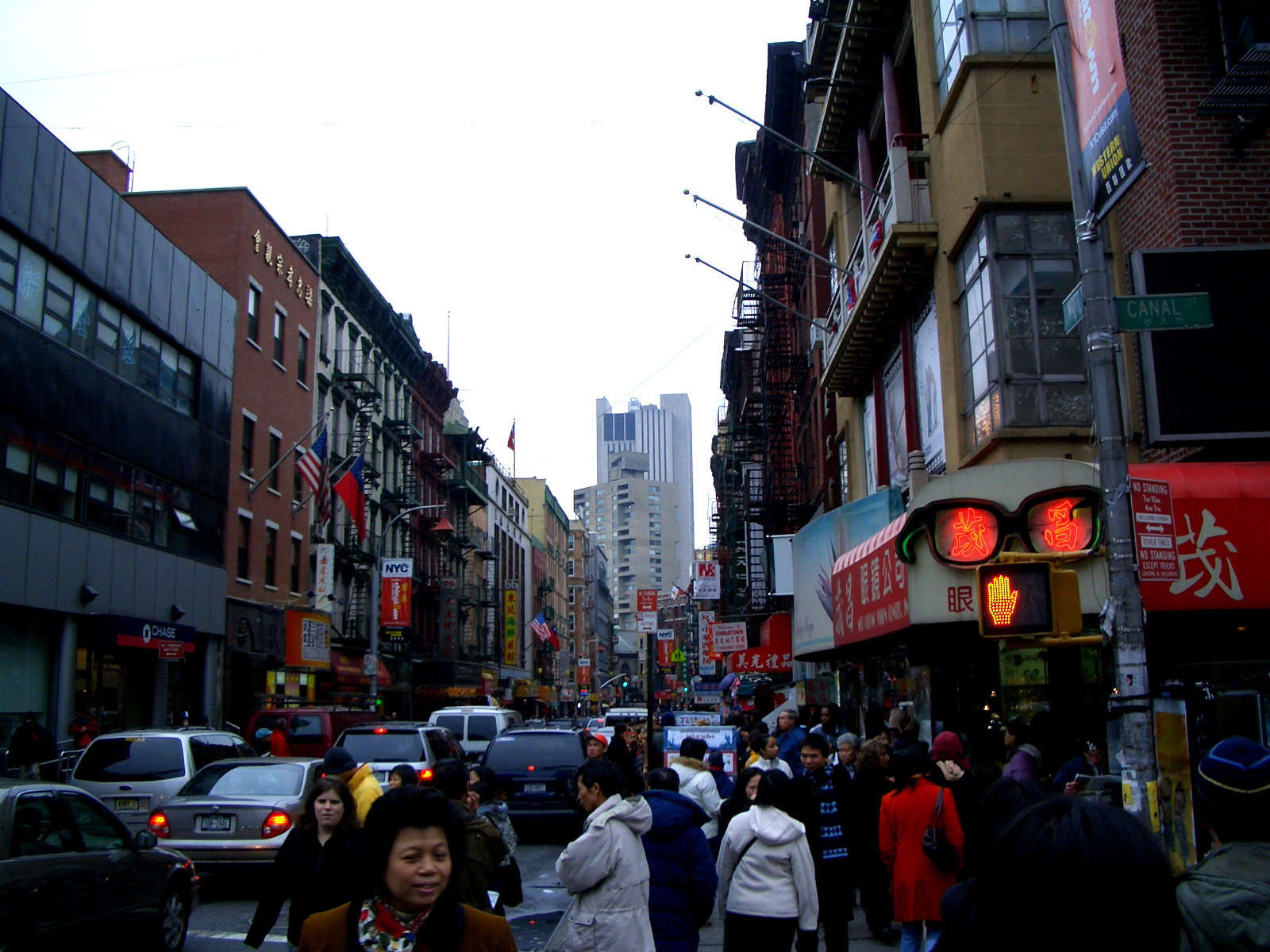
Chinatown

Chinatown, čili Čínské město, se nachází v newyorské části Manhattan. Bývalo ohraničené na severu Canal Street, dále Bowery, Worth Street a Mulberry Street, ale dnes se rozpíná daleko na sever a východ. Patří mezi největší čínská města v Americe, přesněji řečeno, je druhé největší. Izolovaně v něm žije až sto tisíc Číňanů, i přesto, že v letech 1882 až 1965 byla jejich imigrace zcela zakázána. Nachází se zde buddhistický chrám a Čínské muzeum.